# Kneževina Gurija
Kneževina Gurija je povijesna država u Gruziji. Bila je smještena između Crnog mora i Malog Kavkaza, a njome su redom vladala dvadeset i dva kneza dinastije Gurieli od 1460-ih do 1829. godine. Kneževina je nastala fragmentacijom ujedinjene Gruzije. Njene granice oscilirale su zbog stalnih sukoba sa susjednim gruzijskim vladarima i Osmanskim Carstvom, a kneževina je uživala različite stupnjeve autonomije, sve dok konačno nije anektirana od strane Ruskog Carstva 1829. godine.

## Rana povijest
Od 13. stoljeća, Gurija, jedna od pokrajina Kraljevine Gruzije, je administrirana od strane nasljednih guvernera (eristavi) iz Kuće Vardanisdze, kojoj gruzijska kruna pridodaje titulu Gurieli ("od Gurije") cirka 1362. godine. 1460-ih, kada je moć dinastije Bagrationi u opadanju, dinastija Vardanisdze-Gurieli pridružuju se pobuni velikih plemića zapadne Gruzije, na čelu s kraljevskim rođakom Bagratom, koji odbija priznati autoritet kralja Đure VIII. Bagrat i njegovi saveznici su 1463. susreli i porazili kraljevu vojsku u bitci kod Čikorija. Kao rezultat toga, Đuro VIII. je izgubio sve zapadne provincije, a Bagrat je okrunjen Imeretije, tj. zapadne Gruzije. Međutim, u zamjenu za njihovu pomoć, novi vladar je bio dužan stvoriti vazalnu kneževinu (samtavro) za svakog od njegovih glavnih saveznika, uključujući obitelj Gurieli, koja je postala polunezavisni vladar Gurije, sa sjedištem u Ozurgetiju.
1491. godine, Đuro I. od Gurije (1483. – 1512.) je bio priznat kao suvereni princ. Političke zajednice zapadne Gruzije borile su se međusobno za prevlast, osobito Gurieli od Gurije i Dadiani od Mingrelije. Oni sklapaju privremeni savez i u siječnju 1533. godine organiziraju, u konačnici pogubnu, ekspediciju protiv piratskih plemena Zihi na sjeveru Abhazije. Ovaj korak unazad omogućio je kralju Imeretije ponovo uspostavljanje svoje hegemonije nad Gurijom, ali za kratko vrijeme.

## Pod osmanskom vlašću
Od sredine 16. stoljeća, knezovi Gurije su uživali de facto nezavisnost od Imeretije, ali su suočeni s mnogo ozbiljnijom prijetnom od novonastalog južnog susjeda, Osmanskog Carstva, koji su nametali 1540-ih pomorsku blokadu Gurije i aneksirali južnu provinciju Adžariju, Sjevernu Čanetiju i Mačaheliju, koje je ranije bio stekao Rostom Gurijski (1534. – 1564.) Situacija je postala još neizvjesnija nakon što su savezničke vojske gruzijskih dinastija pretrpjele poraz u bitci kod Sokhoiste. Mamia II. (1600. – 1625.) je uspio ponovo osvojiti Adžariju 1609. godine, ali se bio kasnije prisiljen odreći, 13. prosinca 1614., bilo kakvih potraživanja prema regiji, te plaća godišnji porez Visokoj Porti. Neprestani feudalni ratovi u zapadnoj Gruziji rezultiraju padom Gurije, koja kasnije podliježe vazalstvu susjedne kneževine Mingrelije. Ipak, nekoliko knezova Gurije, od kojih su najpoznatiji Đuro III. (1669. – 1684.) i Mamia III. (1689. – 1714.), uspjevaju povremeno doseći krunu Mingrelije, čak i Imeretije. Kneževski vazali Gurije uključuju Kuće Gugunava, Machutadze, Maksimenishvili, Nakashidze, Tavdgiridze, Shalikashvili, Zedginidze i Eristavi-Shervashidze.
Tijekom ranog 18. stoljeća Gurija se suočava sa sve većim političkim i ekonomskim padom zbog osmanskih posezanja i više građanskih sukoba. Pokušaji gurijskig knezova da uđu u savez s drugim gruzijskim vladarima rezultirali su nizom turskih kaznenih napada. Do 1723. Gurija je izgubila Batumi i Chkavi od Osmanlija. Gurijci su poduprli Ruse u Rusko-turskom ratu 1768. – 1774., što je izazvalo žestoku reakciju Osmanlija. Kobuleti i okolno područje su odvojeni od Gurije i podvrgnuti islamizaciji. Kršćansko stanovništvo moralo se preseliti i sigurnije krajeve Gruzije. To, u kombinaciji s velikom trgovinom robljem i turskim prodorima rezultiralo je depopulacijom nekoliko područja Gurije prema kraju 18. stoljeća.

## Pod Carskom Rusijom
Kasnije su gurijski prinčevi bivali sve više pro-ruski orijentirani. Tijekom rusko-turskog rata 1806. – 1812., Mamia V. je prihvatio rusku vrhovnu vlast i prima simbole investiture od ruskog cara. Gurija se priključuje Carstvu kao autonomna kneževina, zadržavajući svoju samoupravu. Željan usvajanja europskih običaja i navika, Mamia je pokrenuo niz reformi, modernizirao upravu, ekonomiju i obrazovanje.